# Leyre Romero Gormaz
Leyre Romero Gormaz (6 de abril de 2002) es una tenista española.
Romero Gormaz tiene como mejor ranking de singles el 164 y como dobles el 17,6 el primero alcanzado en enero de 2023 y el 2º en febrero de 2023
Hasta la fecha, Leyre ha ganado un total de 6 títulos individuales y 4 de dobles en el circuito ITF.

## Títulos WTA 125s

### Dobles (3–0)
| Resultado | Fecha                    | Torneos       | Superficie    | Pareja           | Oponentes                         | Resultado        |
| --------- | ------------------------ | ------------- | ------------- | ---------------- | --------------------------------- | ---------------- |
| Campeona  | 15 de septiembre de 2024 | Liubliana     | Tierra batida | Nuria Brancaccio | Lina Gjorcheska Jil Teichmann     | 5-7, 7-5, [10-7] |
| Campeona  | 2 de noviembre de 2024   | Santa Cruz    | Tierra batida | Nuria Brancaccio | Aliona Bolsova Valeriya Strakhova | 6-4, 6-4         |
| Campeona  | 24 de noviembre de 2024  | Charleston II | Tierra batida | Nuria Brancaccio | Kayla Cross Liv Hovde             | 7-6(6), 6-2      |

## Títulos ITF

### Individuales: 6
| Leyenda             |
| ------------------- |
| torneos de $100,000 |
| torneos de $80,000  |
| torneos de $60,000  |
| torneos de $40,000  |
| torneos de $25,000  |
| torneos de $15,000  |

|    | Fecha           | Torneo                      | Nivel  | Superficie | Adversario                | Resultado           |
| -- | --------------- | --------------------------- | ------ | ---------- | ------------------------- | ------------------- |
| 1. | julio de 2021   | ITF El Cairo, Egipto        | 15,000 | Arcilla    | Tina Nadine Smith         | 7–5, 7–6 (4)        |
| 2. | julio de 2021   | ITF El Cairo, Egipto        | 15,000 | Arcilla    | Luisa Meyer auf der Heide | 6–2, 6–3            |
| 3. | junio 2022      | ITF Denain, Francia         | 25,000 | Arcilla    | Aliona Bolsova            | 6–4, 3–6, 6–4       |
| 4. | agosto 2022     | ITF Oldenzaal, Países Bajos | 25,000 | Arcilla    | Ekaterina Makarova        | 6–4, 7–6 (7–2)      |
| 5. | septiembre 2022 | ITF Marbella, España        | 25,000 | Arcilla    | Carlota Martínez Cirez    | 6–7 (2–7), 6–2, 6–0 |
| 6. | Junio 2024      | ITF Caserta, Italia         | 60,000 | Arcilla    | Jil Teichmann             | 6–2, 4-6, 6–4       |

### Dobles: 5
|    | Fecha           | Torneo                                | Nivel  | Superficie | Compañero              | oponentes                           | Resultado        |
| -- | --------------- | ------------------------------------- | ------ | ---------- | ---------------------- | ----------------------------------- | ---------------- |
| 1. | julio de 2021   | ITF El Cairo, Egipto                  | 15,000 | Arcilla    | Claudia Hoste Ferrer   | Jasmijn Gimbrere Demi Tran          | 6–1, 4–6, [11–9] |
| 2. | julio de 2022   | ITF Getxo, España                     | 25,000 | Arcilla    | Jéssica Bouzas Maneiro | Park So Hyun Sapfo Sakellaridi      | 7–5, 6–0         |
| 3. | agosto 2022     | ITF San Bartolomé de Tirajana, España | 60.000 | Arcilla    | Jéssica Bouzas Maneiro | Lucía Cortez Llorca Rosa Vicens Mas | 1–6, 7–5, [10–6] |
| 4. | septiembre 2022 | ITF Marbella, España                  | 25,000 | Arcilla    | Jéssica Bouzas Maneiro | Julia Riera Daniela Seguel          | 6–4, 6–2         |
| 5. | febrero 2023    | ITF Porto, Portugal                   | 40,000 | Arcilla    | Ekaterine Gorgodze     | Matilde Jorge Tara Würth            | 6–4, 2-6, 11-9   |

## enlaces externos
- Perfil oficial de la WTA para Leyre Romero Gormaz (en inglés)
- Perfil oficial de la ITF para Leyre Romero Gormaz (en inglés)

- Datos: Q112283161
- Multimedia: Leyre Romero Gormaz / Q112283161